# 羽仁元直
羽仁 元直（はに もとなお）は、安土桃山時代から江戸時代にかけての武将。毛利氏の家臣で長州藩士。父は羽仁元胤。

## 生涯
天正7年（1579年）、毛利氏家臣の羽仁元胤の嫡男として生まれ、毛利輝元、秀就、綱広の3代に仕える。
慶長9年（1604年）12月28日、輝元から「与兵衛尉」に、寛永3年（1626年）2月13日に秀就から「善左衛門尉」に任じられた。また、正保3年（1646年）12月25日には秀就から信濃守の受領名を与えられた。
承応3年（1654年）2月20日に死去。享年76。元直の嫡男・寿貞は早世したため、次男の元智が後を継いだ。